# Unión Pacífico
Unión Pacífico (Union Pacific) es una película en blanco y negro de Estados Unidos dirigida por Cecil B. DeMille. Se estrenó en 1939.

## Argumento
Al poco de finalizar la Guerra de Secesión se pone en marcha la ampliación de la línea de ferrocarril con la que Washington pretende unir varios extremos de ese enorme país. Ha llegado el momento de expandirse hacia el oeste y de crear nuevos asentamientos de colonos que se convertirán en el embrión de las futuras ciudades de un país que deposita todas sus esperanzas en la iniciativa del individuo y en la actividad de la industria. Por supuesto, tan gran empresa va a presentar enormes dificultades entre las que destacan la codicia que despierta entre todo tipo de especuladores y aventureros, la no menos importante presencia de los indígenas de las enormes llanuras y bosques a punto de ser conquistados, un grupo de tribus belicosas y opuestas por instinto a cualquier forma de supuesto progreso que pueda traer consigo el hombre blanco.

## Comentario
Todo un tema de proporciones épicas con el que Cecil B. DeMille, el más grandioso de los directores de Hollywood, se permite el lujo de equiparar el trasiego de las enormes masas de colonos, obreros y buscavidas con el éxodo de las doce tribus de Israel desde Egipto hasta la tierra de prometida.
Por audaz que parezca, esta equiparación encajaba perfectamente con la visión protestante y anglosajona del director y de buena parte de su numerosísimo público, si bien lo que de verdad importa es la creación de una película filmada desde la perspectiva de la épica más absoluta, en la que cabe todo, desde la historia de amor entre el rudo agente de la ley y la no menos ruda mujer de negocios hasta la guerra con los indios —rescate in extremis incluido— y el triunfo del orden y la ley en su lucha a muerte con quienes pretenden sembrar la corrupción a su paso.

## Premios
- Palma de Oro en el Festival de Cannes de 1939, evento que se canceló.
- Nominación al Oscar en 1940 en la categoría de mejores efectos: Farciot Edouart, Gordon Jennings y Loren Ryder.